# Сексу багато не буває
«Сексу багато не буває» — драматична комедія 2011 року.

## Зміст
Сімейна пара в очікуванні народження дитини переживає емоційний підйом.